# NGC 6460
NGC 6460 је спирална галаксија у сазвежђу Херкул која се налази на NGC листи објеката дубоког неба.
Деклинација објекта је + 20° 45' 51" а ректасцензија 17h 49m 30,3s. Привидна величина (магнитуда) објекта NGC 6460 износи 13,5 а фотографска магнитуда 14,2. Налази се на удаљености од 52,943 милиона парсека од Сунца. NGC 6460 је још познат и под ознакама UGC 10997, MCG 3-45-31, CGCG 112-55, IRAS 17473+2046, NPM1G +20.0531, KCPG 525B, PGC 60925.